# Chloé Legris
Chloé Legris est une ingénieure québécoise (canadienne). 

## Biographie
Chloé Legris est née à Outremont le 23 février 1975. Elle a grandi à Montréal puis est déménagée en Estrie au début de l'âge adulte. Chloé Legris est titulaire d'un baccalauréat universitaire en génie mécanique de l'Université de Sherbrooke.

## Lutte contre la pollution lumineuse
Le Parc national du Mont-Mégantic est l'hôte de l'Observatoire du Mont-Mégantic. Ce dernier opère le plus puissant télescope universitaire québécois. Depuis son ouverture en 1978, l'observatoire avait perdu une grande partie de sa capacité à observer le ciel dû à la pollution lumineuse croissante des villes et villages environnants.  Chloé Legris fut engagée en 2003 par le parc afin de contrer cette tendance et de redonner une qualité de ciel appréciable à l'observatoire et aux visiteurs du parc.
Ses travaux ont contribué à la création, en septembre 2007, de la première réserve internationale de ciel étoilé en milieu habité reconnue par L'International Dark Sky Association.

## Distinctions
- 2007 - Scientifique de l'année (Société Radio-Canada)[4]